# 基督山城堡

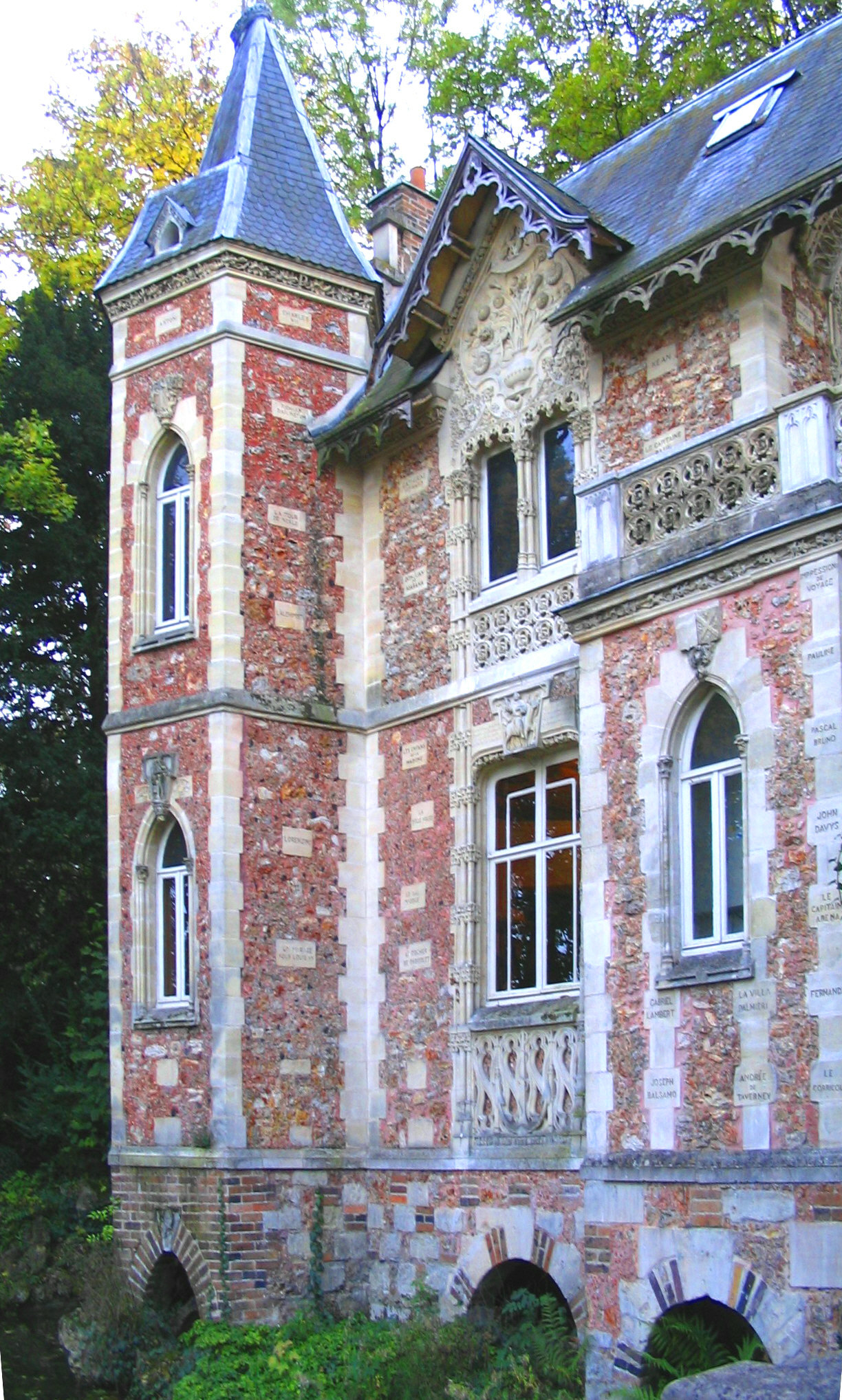
伊夫城堡

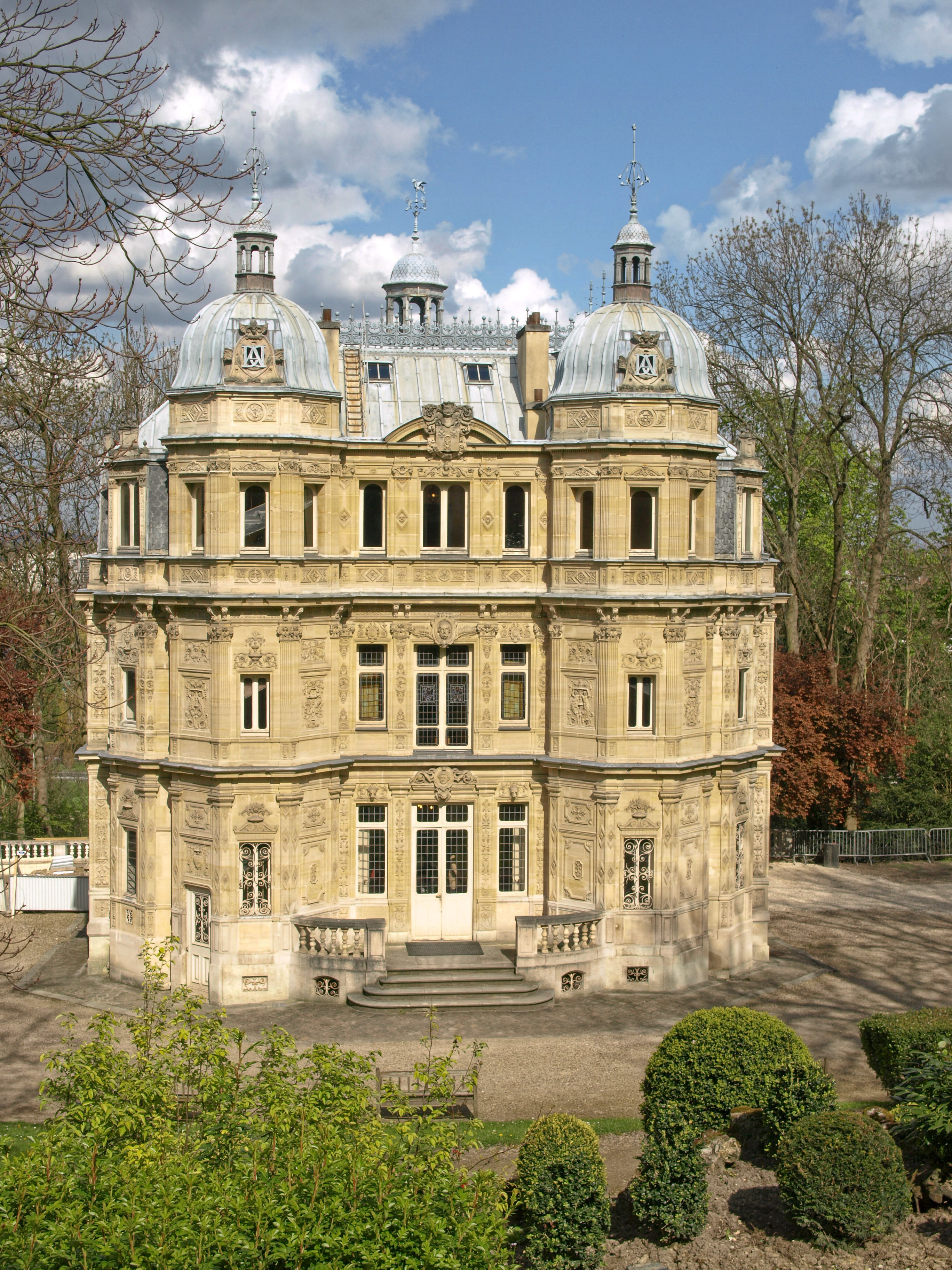
基督山城堡主楼

基督山城堡（Château de Monte-Cristo）是一座作家故居博物馆，位于法国伊夫林省马尔利港（Port-Marly），曾作为作家大仲马的乡村住宅。 

## 历史
基督山城堡由建筑师希波利特·杜兰建于1846年。大仲马以他最成功的小说之一《基督山伯爵》来命名。杜兰还在庭院里建了一个写作工作室，大仲马以他同一部小说中另一场景命名为伊夫城堡。1848年，大仲马因缺钱而不得不卖掉这处房产。
到1960年代，城堡年久失修，摩洛哥国王哈桑二世资助修复摩尔人房间。自1994年以来，两个城堡和花园都已经修复。整个产业作为纪念大仲马的公共历史博物馆。

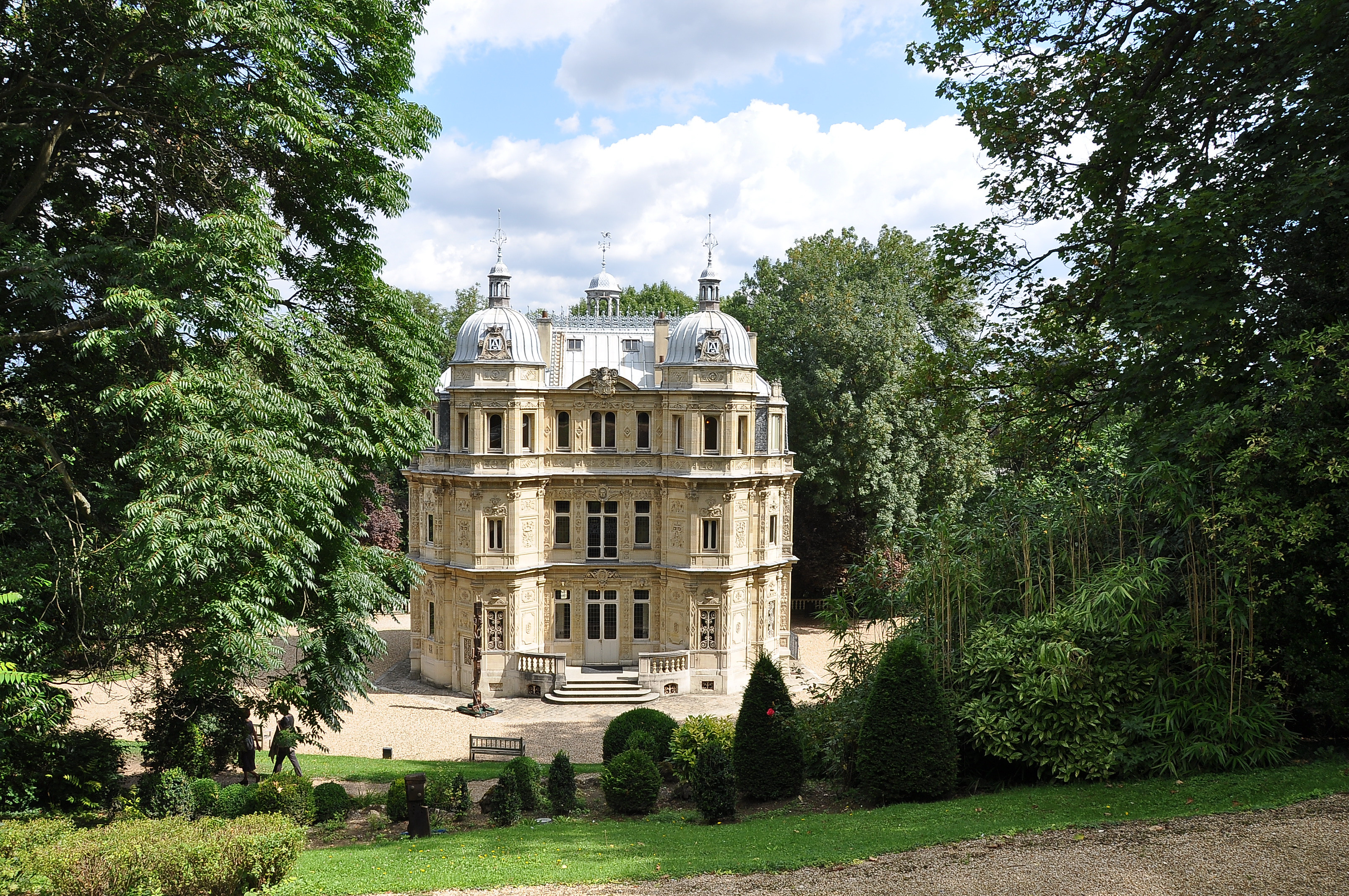
基督山城堡主楼
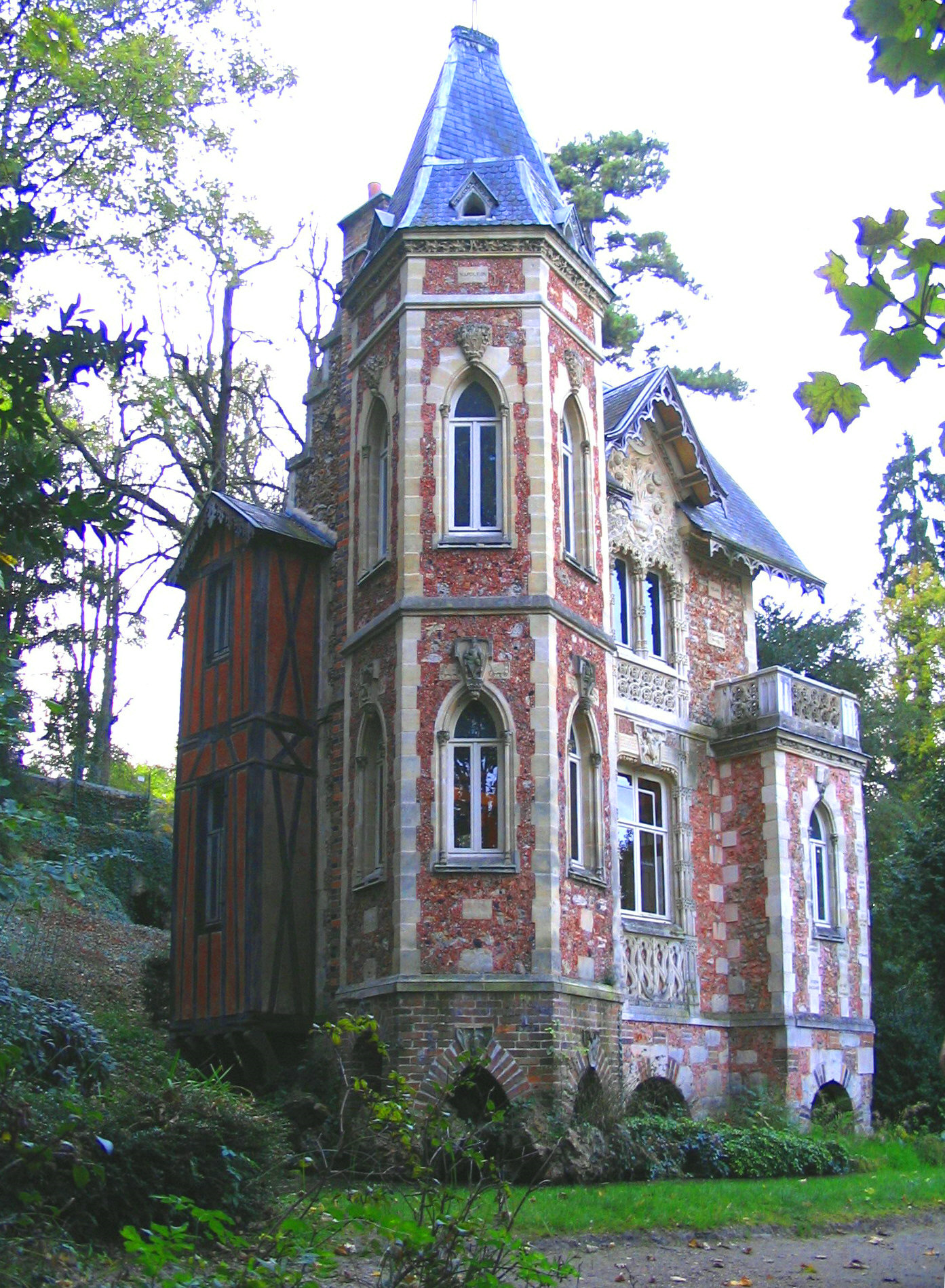
伊夫城堡
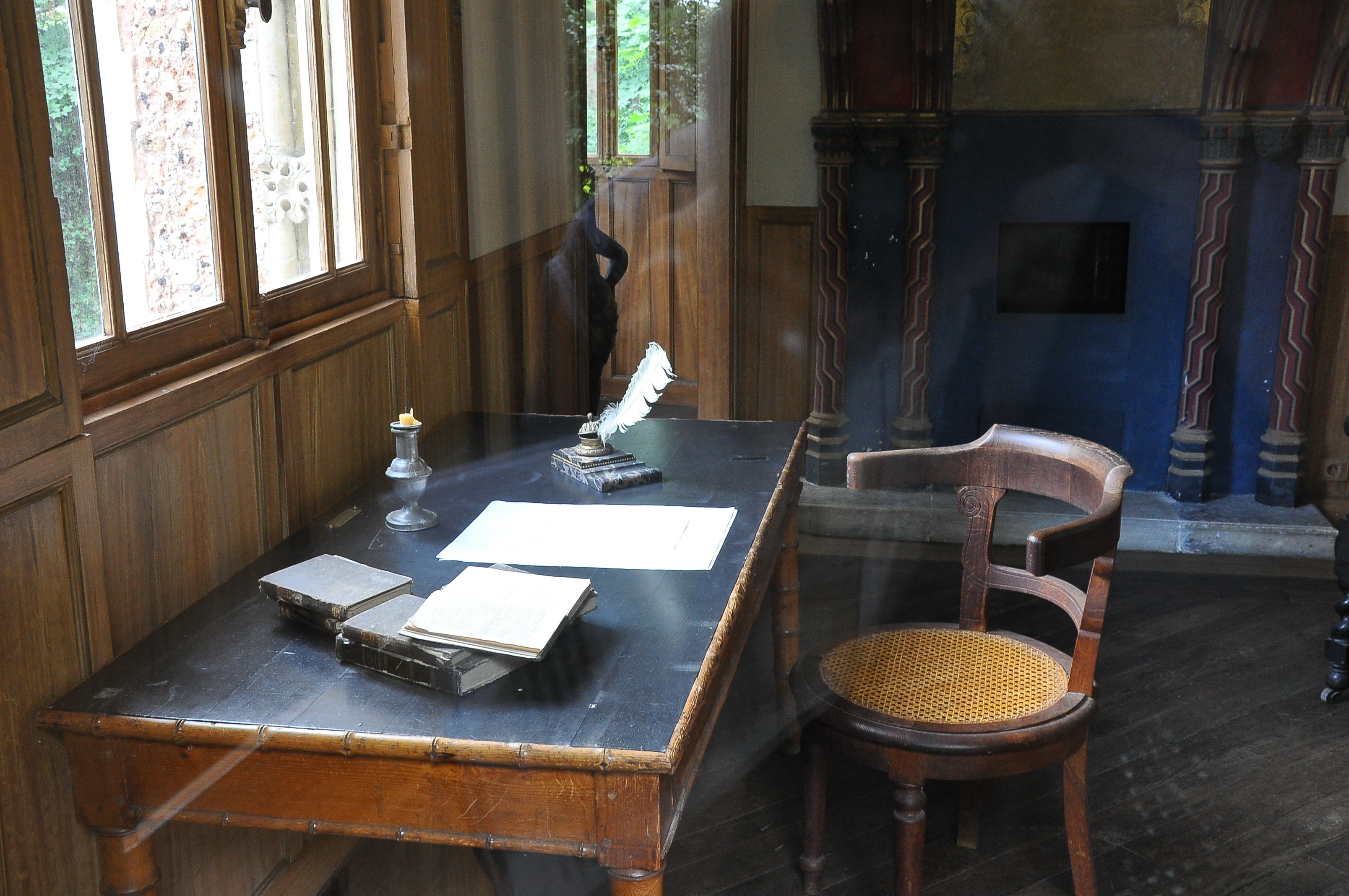
伊夫城堡的工作室
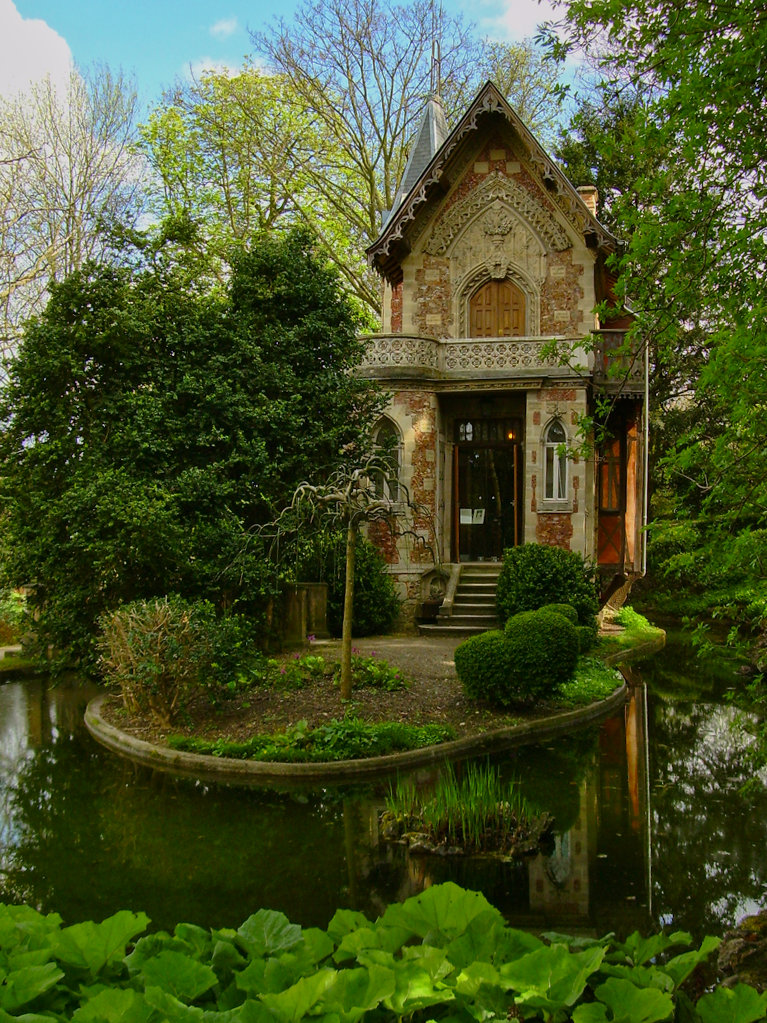
伊夫城堡
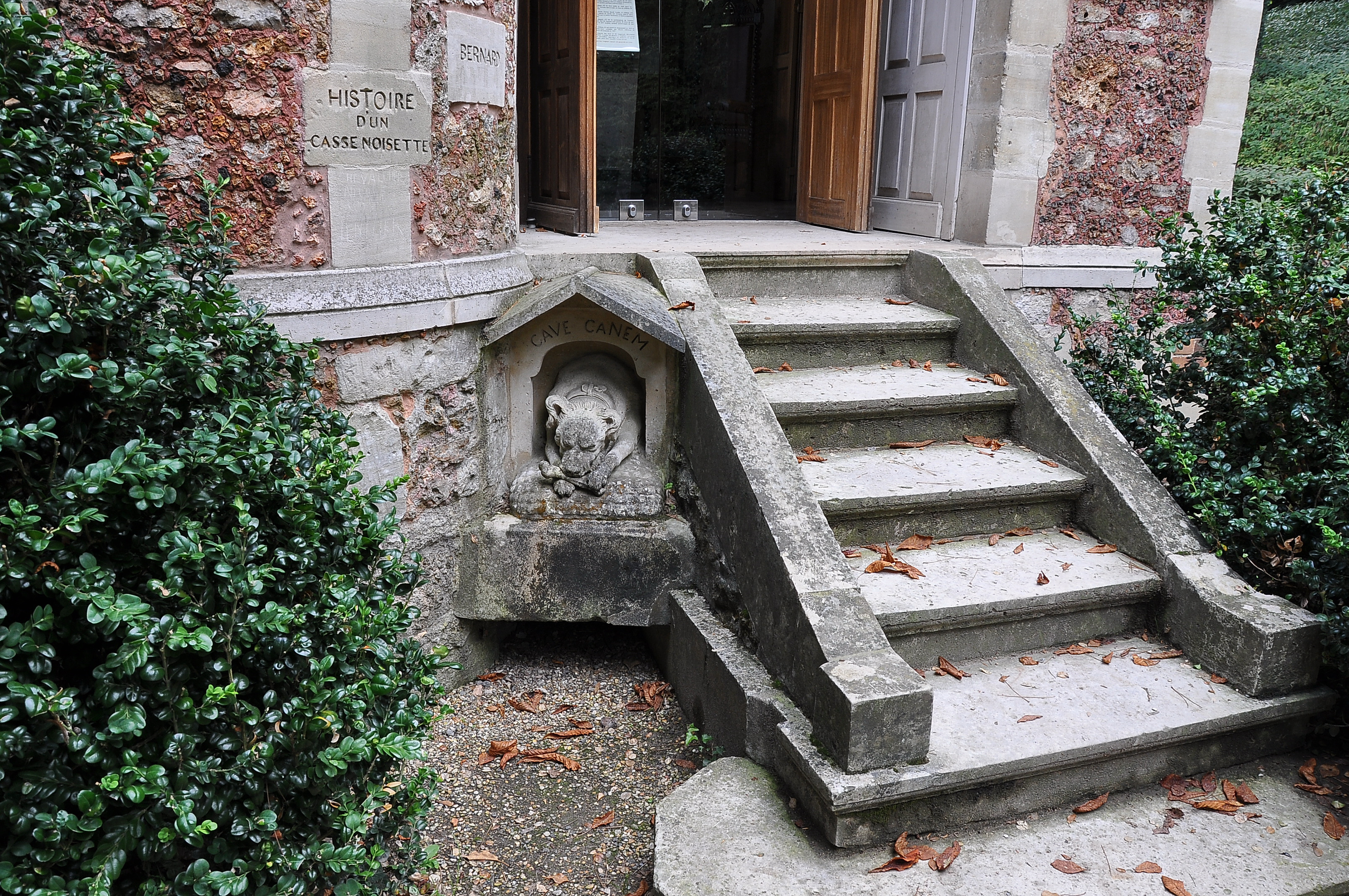
伊夫城堡的阶梯
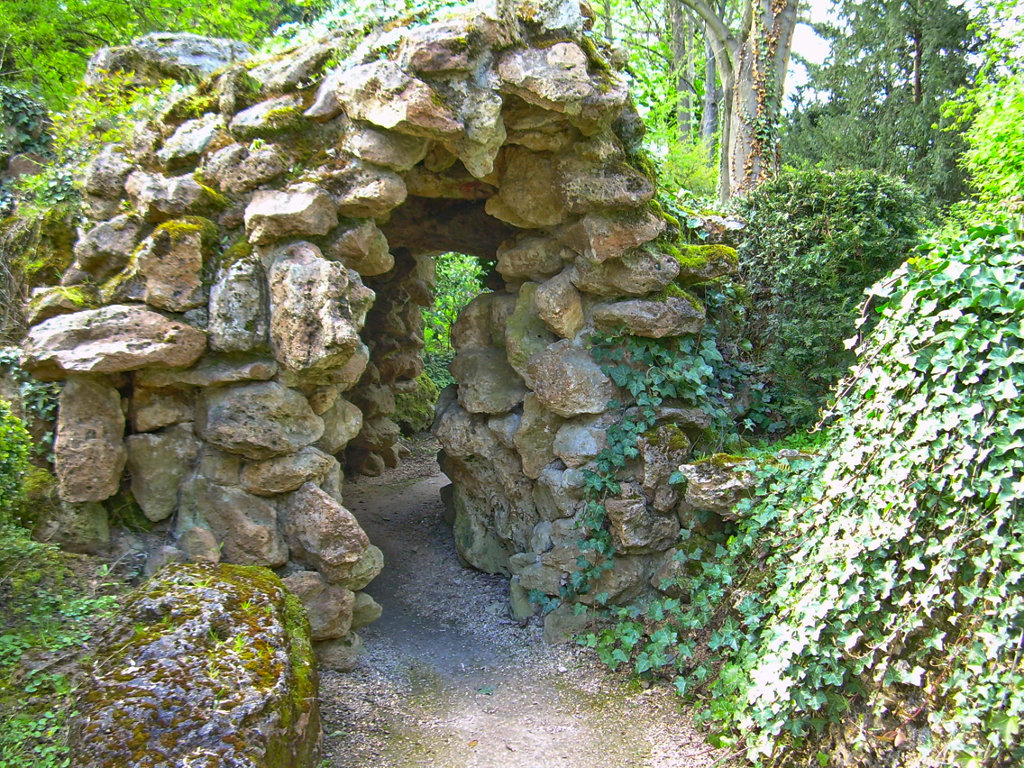
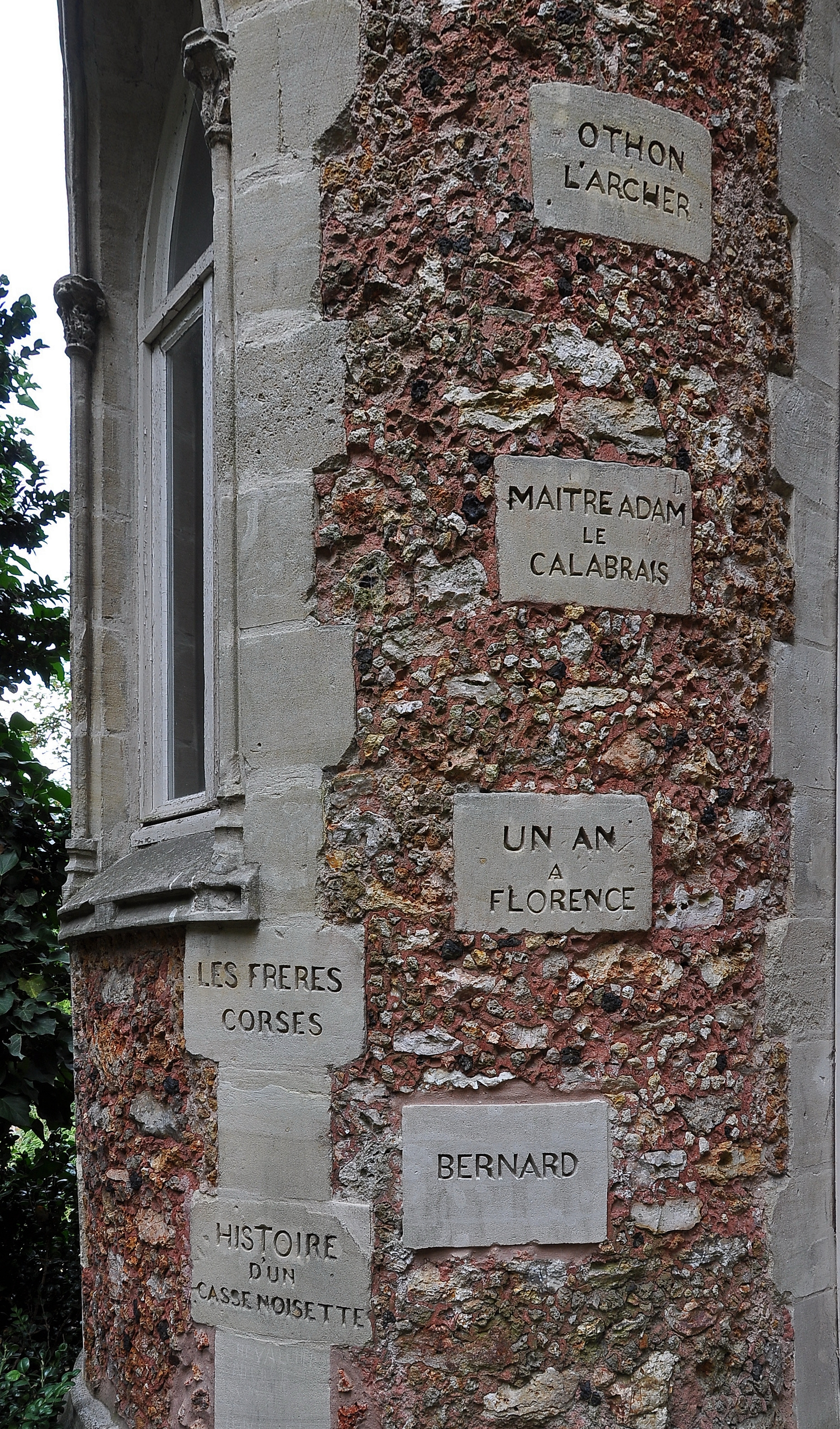
伊夫城堡
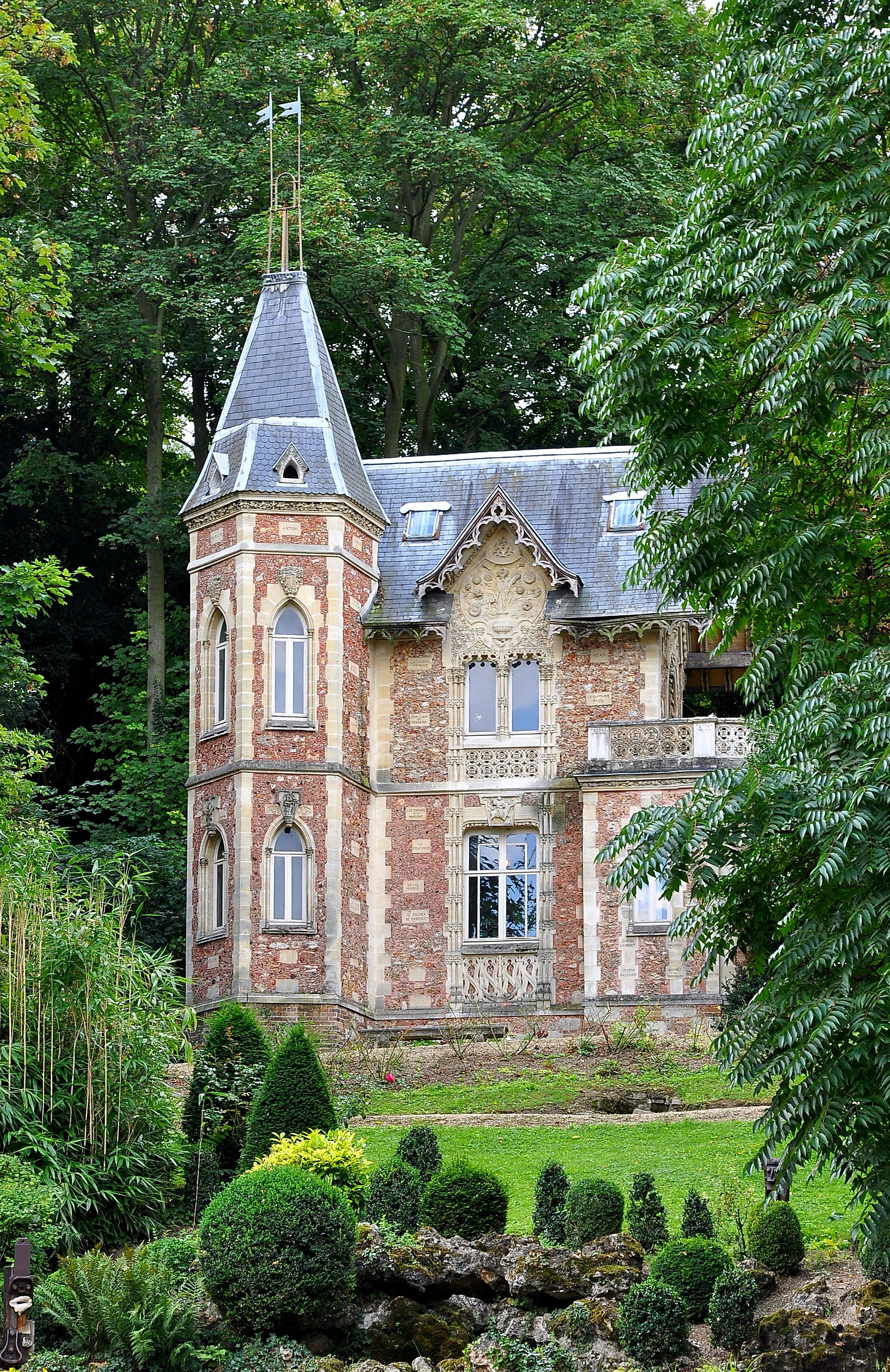
从基督山城堡看伊夫城堡